# SheBelieves Cup 2019
Der SheBelieves Cup 2019 für Frauenfußballnationalteams fand zwischen dem 27. Februar und dem 5. März 2019 in den USA statt. Es war die vierte Austragung dieses Turniers. Teilnehmer waren wie in den drei Vorjahren Weltmeister, Titelverteidiger und Gastgeber USA sowie England und erstmals Asienmeister Japan und Südamerikameister Brasilien. Für alle vier Mannschaften war es zugleich eine wichtige Vorbereitung auf dem Weg zur WM 2019. England holte als beste Mannschaft das erste Mal den Titel.
Austragungsorte waren das Talen Energy Stadium in Chester, das Nissan Stadium in Nashville und das Raymond James Stadium in Tampa. Alle Stadien besitzen Naturrasen.

## Spielergebnisse
| Pl. | Land      | Sp. | S | U | N | Tore    | Diff. | Punkte |
| --- | --------- | --- | - | - | - | ------- | ----- | ------ |
| 1.  | England   | 3   | 2 | 1 | 0 | 007:300 | +4    | 07     |
| 2.  | USA       | 3   | 1 | 2 | 0 | 005:400 | +1    | 05     |
| 3.  | Japan     | 3   | 1 | 1 | 1 | 005:600 | −1    | 04     |
| 4.  | Brasilien | 3   | 0 | 0 | 3 | 002:600 | −4    | 0      |

|                             |   |           |           |
| 27. Februar 2019 in Chester |   |           |           |
| England                     | – | Brasilien | 2:1 (0:1) |
| 27. Februar 2019 in Chester |   |           |           |
| USA                         | – | Japan     | 2:2 (1:0) |
| 2. März 2019 in Nashville   |   |           |           |
| Brasilien                   | – | Japan     | 1:3 (0:1) |
| 2. März 2019 in Nashville   |   |           |           |
| USA                         | – | England   | 2:2 (1:1) |
| 5. März 2019 in Tampa       |   |           |           |
| Japan                       | – | England   | 0:3 (0:3) |
| 5. März 2019 in Tampa       |   |           |           |
| USA                         | – | Brasilien | 1:0 (1:0) |

## Torschützinnen
| Rang | Spielerin     | Tore |
| ---- | ------------- | ---- |
| 1    | Beth Mead     | 0 2  |
| 1    | Yuka Momiki   | 0 2  |
| 1    | Tobin Heath   | 0 2  |
| 1    | Megan Rapinoe | 0 2  |

| Rang | Spielerin       | Tore |
| ---- | --------------- | ---- |
| 2    | Andressa Alves  | 01   |
| 2    | Debinha         | 01   |
| 2    | Karen Carney    | 01   |
| 2    | Steph Houghton  | 01   |
| 2    | Nikita Parris   | 01   |
| 2    | Lucy Staniforth | 01   |
| 2    | Ellen White     | 01   |

| Rang | Spielerin        | Tore |
| ---- | ---------------- | ---- |
| 2    | Yui Hasegawa     | 01   |
| 2    | Rikako Kobayashi | 01   |
| 2    | Emi Nakajima     | 01   |
| 2    | Alex Morgan      | 01   |

## Schiedsrichterinnen
0  Marianela Araya  Melissa Borjas  Carol Chénard  Karen Abt  Ekaterina Koroleva  Christina Unkel